# El Carmen de Bolívar
El Carmen de Bolívar là một khu tự quản thuộc tỉnh Bolívar, Colombia. Thủ phủ của khu tự quản El Carmen de Bolívar đóng tại El Carmen de Bolívar Khu tự quản El Carmen de Bolívar có diện tích 119 ki lô mét vuông. Đến thời điểm ngày 28 tháng 5 năm 2005, khu tự quản El Carmen de Bolívar có dân số 62355 người.